# Лезгинка (бренди)
«Лезгинка» — марка российского коньяка, производимого Кизлярским коньячным заводом. Напиток назван в честь танцевально-хореографического ансамбля «Лезгинка» и изготавливается из коньячных дистиллятов, выдержанных в дубовой бочке не менее шести лет и крепостью 40% об. при содержании сахара 15 г/дм³.

## История марки
В 1955 году по рецептуре главного коньячного мастера Кизлярского коньячного завода А.А.Чтецова и заведующего лабораторией А.Я.Лапко был произведен марочный коньяк «Кизлярский выдержанный» из спиртов 6-7 летней выдержки в дубовых бочках. Впоследствии этот коньяк стал прототипом будущей марки «Лезгинка», который был представлен в 1963 году. С тех пор «Лезгинка» — торговая марка, принадлежащая Кизлярскому коньячному заводу.
Напиток производится из сортов винограда Ркацители, Рислинг, Алый терский и Левокумский. Обладает темно-янтарным цветом. Букет с хорошо выраженными ванильно-цветочными и смолистыми тонами. Во вкусе присутствуют оттенки сухофруктов, подчеркнутыми терпкостью и обжигающей горчинкой. Кондиции коньяка: спирт 40% об., сахар 15 г/дм³.
Вопреки тому, что продукция с этим наименованием присутствовала на рынке многие годы, компания ЗАО «ВКЗ Дагвино» попыталась зарегистрировать товарный знак. После трех лет разбирательства суд вынес решение в пользу Кизлярского коньячного завода.

## Награды

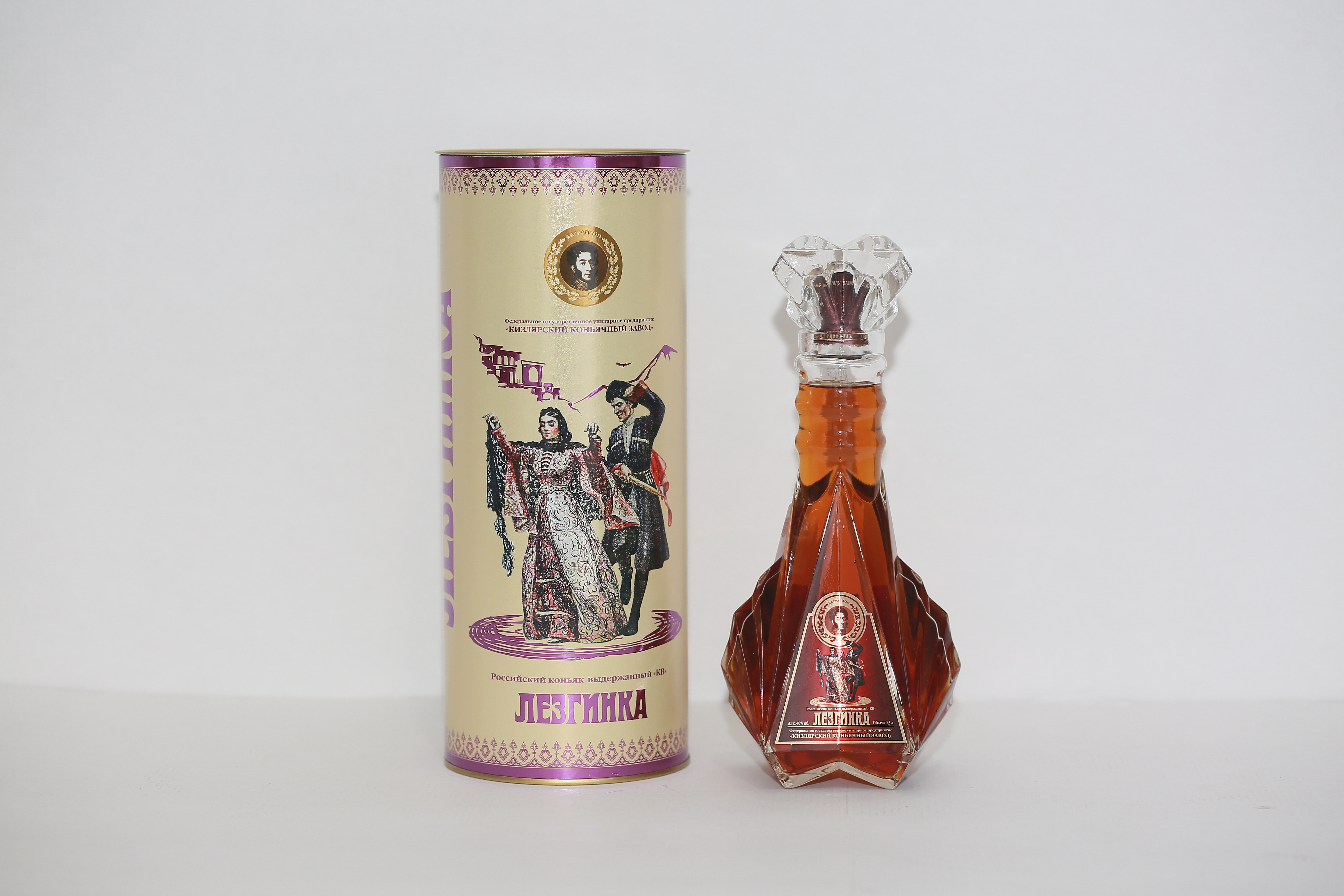
Коньяк "Лезгинка" в хрустальной бутылке

- 1968 - Золотая медаль Всесоюзной дегустации коньяков в Ереване[1]
- 1970 - Лучший напиток Конкурса вин и коньяков в г. Ялта[1]
- 1999 - Золотая медаль Межрегиональной выставки-ярмарки «Вина и напитки-99» г. Краснодар
- 2002 - Золотая медаль «РОСПРДЭКСПО-2002» г. Москва
- 2003 - Лауреат международного конкурса «Лучший продукт – 2003» г. Москва
- 2003, 2004 - Золотая медаль Международного профессионального конкурса вин г. Москва
- 2004 - удостоен Свидетельства и Золотого знака качества  XXI века г. Москва
- 2004 - награжден Платиновым знаком качества XXI века г. Москва
- 2005 - Золотая медаль Конкурса продуктов питания и напитков «Продукт года 2005» г. Москва
- 2006 - награжден Платиновым знаком качества XXI века г. Москва
- 2010 - Золотая медаль выставки «Вино-Водка-2010»[3]
- 2012 - Золотая медаль XVII Всероссийского форума «Будущее России» г. Нижний Новгород
- 2012 - Золотая медаль IV Международного конкурса коньяков «KVINT-2012» Франция
- 2013 - Золотая медаль выставки «Вино-Водка-2013» г. Сочи
- 2014 - Золотая медаль выставки «Продуктовый мир-2013» г. Нижний Новгород
- 2015 - Лучший коньяк России по версии конкурса вин «Кубок СВВР-2015» п. Абрау-Дюрсо
- 2016 - Золотая медаль Международного профессионального конкурса вин г. Москва
- 2018 - Золотая медаль 20-й Российской агропромышленной выставке «Золотая осень»
- 2019 - Золотая медаль Дегустационного конкурса «ПРОДЭКСПО»[4][5]
- 2019 - Золотой диплом «Вина Черного моря 2019»[6]